# Mary Bowes-Lyon
Lady Mary, Baronesa Elphinstone (Angus, 30 de agosto de 1883 – Inveresk, 8 de fevereiro de 1961) foi a segunda filha de Claude Bowes-Lyon, 14.º Conde de Strathmore e Kinghorne e Cecília Cavendish-Bentinck, irmã da rainha Isabel, a rainha mãe e a tia e madrinha da rainha Isabel II.

## Biografia
Nascida Lady Mary Frances Bowes-Lyon em 30 de agosto de 1883 em Angus, Escócia, era filha de Claude Bowes-Lyon, 14.º Conde de Strathmore e Kinghorne e de sua esposa Lady Cecília Cavendish-Bentinck. Mary foi a irmã mais velha de Isabel Bowes-Lyon, rainha consorte do rei Jorge VI do Reino Unido e mãe da rainha Isabel II do Reino Unido.

## Casamento
Casou-se a 24 de julho de 1910, em Westminster, com  Sidney Buller-Fullerton-Elphinstone, 16.º Lord Elphinstone (27 de julho de 1869- 28 de novembro de 1955), Governador do Banco da Escócia, Lorde do Registro de Escriturário e Guardião do Sinete e Senhor do Alto Comissariado da Igreja da Escócia. Eles tiveram cinco filhos:
- Lady Mary Elizabeth Elphinstone (1 de julho de 1911 - 16 maio de 1980);[3]
- John Elphinstone, 17.º Lord Elphinstone (22 de março de 1914 - 15 de novembro de 1975);
- Lady Jean Costance Elphinstone (3 de abril de 1915 - 29 de novembro de 1999), casou-se com John Wills, com descendência;[4]
- Reverendíssimo Andrew Charles Victor Elphinstone (10 de novembro de 1918 - 19 de março de 1975), casou-se com Jean Hambro, com descendência;[5]
- Lady Margaret Elphinstone (9 de junho de 1925 - 25 de novembro de 2016), casou-se com Denys Rhodes, com descendência; amiga íntima e confidente da prima rainha Isabel II do Reino Unido.[6]

## Morte
Morreu em 8 de fevereiro de 1961 em Inveresk, na Escócia.

## Honrarias
Dama da Real Ordem Vitoriana